# Tabanus camelarius
Tabanus camelarius är en tvåvingeart som beskrevs av Austen 1911. Tabanus camelarius ingår i släktet Tabanus och familjen bromsar. Inga underarter finns listade i Catalogue of Life.